# Grad Karlovac
Grad Karlovac är en stad i Kroatien.   Den ligger i länet Karlovacs län, i den centrala delen av landet, 50 km sydväst om huvudstaden Zagreb. Antalet invånare är 142 480.
Följande samhällen finns i Grad Karlovac:
- Karlovac
- Slunj
- Josipdol